# Satana
Satana es un personaje que aparece en los cómics estadounidenses publicados por Marvel Comics. Creada por Roy Thomas y John Romita Sr., apareció por primera vez en Vampire Tales #2 (octubre de 1973). Satana pertenece a la especie de seres mágicos llamados demonios, que nacen con habilidades sobrenaturales, como un híbrido humano-demonio. Ella es la hermana menor de Hellstrom y la hija del villano llamado Marduk Kurios.
Satana, rebautizada como Ana, aparece en la serie de televisión Helstrom (2020), interpretada por Sydney Lemmon.

## Historial de publicación
Satana apareció por primera vez en Vampire Tales # 2 (octubre de 1973). Ella fue creado por Roy Thomas y John Romita Sr.
Apareció como un personaje regular en Thunderbolts desde el número 155, y permaneció con el equipo cuando el título se convirtió en Dark Avengers comenzando con el número 175.

## Biografía
Satana y Daimon nacieron en la ciudad ficticia de Greentown, Massachusetts. Eran los hijos mitad humanos de Satanás (su padre fue reconvertido más tarde en un demonio llamado Marduk Kurios que se hizo pasar por Satanás). Satana y su hermano fueron preparados por su padre para que fueran malos, pero Daimon rechazó estas enseñanzas, mientras que Satana las abrazó.
Cuando Satana aún era una niña, su madre, Victoria Wingate, descubrió la verdadera naturaleza de su esposo y sus hijos y se volvió loca. Daimon fue criado por sirvientes, mientras que Satana fue llevada a la dimensión del infierno particular de su padre (de la cual hay muchos en el Universo Marvel) y se le enseñó magia negra. Como recompensa por su devoción por él, el padre de Satana le dio un familiar llamado Exiter, con quien formó un vínculo estrecho. Satana comenzó a estudiar magia con su padre y el demonio Dansker. En el infierno, su alma estaba unida a un espíritu maligno llamado Basilisco (que no debe confundirse con el Basilisco) para aumentar su poder mágico.
Como adulta, Satana fue desterrada a la Tierra por los Cuatro como un súcubo, drenando las almas de los hombres. Cuando ella hace esto, el alma de la víctima se transforma en una mariposa etérea; Satana entonces consume su esencia al comerla. Ella también posee la capacidad de ganar fuerza mediante el uso de armas que se utilizaron para matar a un ser vivo. Para hacer esto, ella simplemente coloca una porción de su propia sangre en el arma elegida. Usó su magia y sus artimañas sexuales para obtener las víctimas que necesitaba. 
Como súcubo, acechó a las víctimas en Nueva York, y luego en Los Ángeles se hizo amiga de una satanista llamada Ruth Cummins. Cuando Ruth fue asesinada, Satana vengó la muerte de Ruth al destruir a Darkos Edge y Harry Gotham. Más tarde luchó contra los Cuatro, una camarilla mística. Durante la primera vez de Satana en la dimensión mortal, fue atacada por el Monseñor Jimmy Cruz y su banda de soldados. Durante esta batalla, Cruz convocó a demonios llamados N'Garai. Exiter trató de defenderse de ellos, pero fue asesinado tratando de proteger a su amante. Aunque era demasiado tarde para salvar a su amado Exiter, Satana se vengó matando a Cruz y consumiendo su alma. Se enfrentó a su padre, que estaba disfrazado de Miles Gorney, y lo desafió salvándole el alma a Michael Heron. Algún tiempo después, Satana fue aparentemente destruida por su hermano Daimon Hellstrom, pero ella derrotó a la diosa Kthara. Fue transformada por la Camarilla de los N'Garai en una humana, Judith Camber. Fue restaurada a la normalidad, y destruyó la Camarilla.
Eventualmente, sin embargo, el demonio al que había estado vinculada comenzó a desear su libertad. El Basilisco logró poner una maldición sobre el Doctor Strange, básicamente convirtiéndolo en un hombre lobo. Con la ayuda de Spider-Man, Satana pudo liberar el alma de Strange de la maldición, pero el Basilisco fue liberado en el proceso y la apuñaló en la espalda con una espada mística. Satana murió riéndose, sin embargo, porque sus fuerzas de vida todavía estaban unidas; Al matarla, el Basilisco también había sellado su propio destino. Ella había sacrificado así su vida para curar a Strange de la licantropía.
Sin embargo, como un ser sobrenatural, la muerte de Satana no fue permanente. Su espíritu regresó al reino de los infiernos de su padre por un tiempo, hasta que ella y un grupo de demonios se dispusieron a colocar su alma (entre otras) en un cuerpo sin alma en la Tierra. Allí comenzó a desarrollar sus poderes nuevamente, preparándose para volver al infierno y conquistar el reino de su padre.
En algún momento aparentemente ella murió de nuevo. En la breve serie de Marvel Brujas, Satana es resucitada nuevamente por el Doctor Strange y se asoció con otras dos hembras con empuñadura de magia para derrotar a un poderoso enemigo místico llamado Hellphyr, que era el frente de su padre Marduk Kurios. De acuerdo con esa serie, las tres brujas formaron un aquelarre para proteger el Tomo de Zhered-na (un poderoso Libro de las Sombras perteneciente a la familia Kale) de posibles ladrones como el Doctor Strange.
Después de un breve cameo en los Comandos Aulladores de Nick Fury, se ha demostrado que Satana ha vuelto a sus antiguos caminos malvados; cosechando almas en Manhattan y planeando el derrocamiento de su padre desde la comodidad de una iglesia profanada. A pesar de su conflicto paternal, Satana reveló que por cada víctima mortal que ella toma, ella debe ofrecerle la décima víctima como súplica a su padre. La Capucha busca para obtener más información sobre Dormammu. Algún tiempo después de la caída de Capucha, Luke Cage y el Doctor Strange intentaron detenerla por trabajar con Capucha y conseguir que se uniera a los Thunderbolts. Al principio es resistente, pero está feliz de aceptar cuando se da cuenta de que trabajará con Hombre Cosa.
En el curso de la serie de Marvel's Deadpool Team-Up, Satana pierde su alma por cuatro geeks en un juego de póquer de alto nivel, y posteriormente busca la ayuda de Deadpool para recuperarlo. Deadpool descubre que los geeks que juegan al póker son demonios que debaten y se casarán con Satana para convertirse en el heredero del infierno. Deadpool viene con un plan para estafar al alma de Satana de entre los demonios: él se casa con ella, uniendo sus almas. Satana fortalece las espadas katana de Deadpool con su propia fuerza de alma para hacer que la inevitable lucha con el pretendiente demonio sea más uniforme. Cuando el demonio viene a tomar a Satana como su esposa, Deadpool produce el certificado de matrimonio, negando al demonio su novia. El demonio señala la brecha: el matrimonio solo es válido hasta la muerte; por lo tanto, decide matar a Deadpool. En la batalla subsiguiente, Deadpool usa sus espadas mejoradas con alma para enviar fácilmente al demonio. Después, Satana se desliza y le deja a Deadpool una carta que explica el inevitable divorcio. Ella indica que mantendrá la mitad de su alma, su derecho al arreglo de divorcio.
Más tarde se involucró en una batalla con varios Señores del Infierno, intentando tomar el control de nuevos territorios dentro del infierno.Ella fue asesinada en la batalla por el mutante / dios híbrido de Asgard Tier.

## Poderes y habilidades
Satana es un híbrido medio humano/medio demonio, así como un súcubo; ella tiene algunas habilidades místicas innatas heredadas de su padre, así como algunas que su padre le otorgó. Como súcubo, puede extraer y alimentarse de la energía psíquica de las almas masculinas humanas para aumentar sus habilidades y su poder mágico; Durante un tiempo, Satana tuvo que extraer y alimentarse periódicamente de la energía psíquica de las almas humanas para sobrevivir. Tiene la capacidad de manipular las fuerzas mágicas para una variedad de efectos, que incluyen la teletransportación interdimensional, la levitación y la proyección de rayos de energía de energía en forma de "soulfire" o infierno. Ella también tenía una capacidad limitada para hipnotizar a sus víctimas y controlan sus mentes psiónicamente. Si toca un objeto utilizado para matar a alguien (como un cuchillo o una espada), puede absorber su "energía sanguínea" para volverse más fuerte en proporción a las almas que el arma ha tomado. Ella también tiene fuerza sobrehumana. Durante un tiempo, ella tuvo la capacidad de contener el Basilisco, un demonio poderoso, dentro de su espíritu y liberarlo para cumplir sus órdenes y luego regresar dentro de ella. Satana también se entrenó en las artes místicas y aprendió a lanzar hechizos y realizar brujería. Ella fue entrenada por su padre "Satanás" en el uso de sus poderes demoníacos. 

## Otras versiones

### Los Súpernaturales
En una miniserie de realidad alternativa en 4 partes, llamada The Supernaturals, Satana es Melissa Ramos, una niña católica que está poseída por un demonio. Es reclutada por un mago llamado Hermano Vudú, junto con versiones alternativas de Hombre Lobo, Black Cat, Ghost Rider y Gárgola para luchar contra una amenaza mística. Esta versión de Satana tiene control místico sobre el fuego, así como el poder de volar. A pesar de su posesión demoníaca, tenía un alma muy pura y iba a ser ofrecida como un sacrificio por un demonio llamado Jack 'O' Lantern, hasta que el Hombre Lobo la salvara.

## En otros medios

### Televisión
Satana Hellstrom, rebautizada como Ana Helstrom, aparece en Helstrom (2020), interpretada por Sydney Lemmon.Esta versión ella fue secuestrada y obligada a matar personas por su padre Kurios, Helstrom fue trasladada a un hogar de acogida después de escapar de su padre. Ella se hizo amiga de Chris Yen después de que ella matara a su padre adoptivo abusivo. Yen y Helstrom crecieron para dirigir una exitosa casa de subastas, que era una fachada para su patrón de matar a gente mala. Ella trabajó con su hermano Daimon para derribar a su padre y comenzaron a trabajar en su relación juntos.

### Videojuegos
- Satana aparece como una de las dueñas de un bar demoníaco al final de Marvel vs. Capcom 3: Fate of Two Worlds
- Satana es tanto un jefe como un personaje jugable en el juego Marvel: Avengers Alliance.[4]
- Satana aparece como personaje jugable y un requisito para la historia de Doctor Strange en Marvel Future Fight.[23][24]
- Satana aparece en el juego móvil Marvel Avengers Academy.[25]

## Recepción
Satana ocupó el puesto número 20 en una lista de los personajes monstruosos de Marvel Comics en 2015.

## Curiosidades
- Raven de los Teen Titans es su contrapartida en el universo DC